# 絶滅動物物語
『 絶滅動物物語 -地上より永久に消え去った者へのレクイエム-』は、うすくらふみ、監修：今泉忠明による漫画作品。
『ビッグコミック』（小学館）にて、2021年16号から連載された。
2022年20号から新章の『 新・絶滅動物物語 -地上より永久に消え去った者へのレクイエム-』が連載された。

## 収録エピソード

### 1
- ステラーカイギュウ

- モーリシャス・ドードー

- アメリカバイソン

- オオウミガラス

- ピレネーアイベックス

- リョコウバト

- キタシロサイ

- ニホンオオカミ

### 2
- フクロオオカミ

- ザンジバルヒョウ

- ブルーバック

- ヨウスコウカワイルカ

- アトラスヒグマ

- バミューダシロハラミズナギドリ

- ジャイアントモア

- ピンタゾウガメ